# Rose Royce
I Rose Royce sono un gruppo statunitense di musica Funk, Soul e R&B originario di Los Angeles. Il loro periodo di maggior successo e celebrità è situato in un arco temporale che va dalla seconda metà degli anni settanta ed arriva alla prima metà degli anni ottanta.

## Carriera
La formazione era composta dalla cantante Gwen Dickey (conosciuta col nome d'arte di Rose Norwalt), dal cantante e trombettista Kenny Copeland, dal batterista Henry Gardner, dal trombettista Freddie Dunn, dal sassofonista Micheal Moore, dal chitarrista Kenji Brown, dal bassista Lequeint "Duke" Jobe", dal tastierista Victor Nix e da Terral "Terry" Santiel alle congas. Fondatori della band furono Copeland e Gardner, ai quali si aggiunsero Dunn e Moore. Il nucleo originario del gruppo cominciò la sua carriera col nome Total Concept Unlimited (e successivamente Magic Wand). Dopo aver tenuto un'audizione per l'artista della Motown Edwin Starr, vennero scelti da costui come backing-band per i suoi tour. Il fatto di essere entrati nel giro del circuito della Motown aprì nuovi orizzonti per il gruppo: in particolare, furono notati dal produttore Norman Whitfield, che dapprima iniziò ad usare la band per le sessioni di registrazione di vari artisti sotto la sua supervisione (come Yvonne Fair, The Temptations e The Undisputed Truth); durante una tappa a Miami del tour, il leader degli Undisputed Truth Joe Harris fu colpito dalle performance artistiche di una cantante, Gwen Dickey (a quell'epoca facente parte di una band chiamata The Jewels), che Harris segnalò personalmente a Whitfield: Gwen Dickey fu così invitata a Los Angeles per un'audizione, ed anche Whitfield riconobbe in Dickey una personalità artistica carismatica. Whitfield decise così di assumere Dickey e, dopo avergli dato il nome d'arte di Rose Norwalt, la fece entrare nei Magic Wand (per i quali stava cercando una cantante femminile). La line-up iniziale della band fu quindi completata, e Whitfield da lì a poco, cominciò a preparare il suo debutto discografico. Nello stesso periodo infatti, la casa discografica MCA ed il regista Micheal Schultz stavano cercando degli artisti per la realizzazione della colonna sonora del film Car Wash del 1976; Whitfield riuscì a convincere sia l'etichetta sia il regista delle qualità e capacità e musicali della band di cui era manager. Inoltre, per diffondere nel pubblico una certa attitudine tra la band ed il film, Whitfield decise di cambiare il nome della band in Rose Royce. Sia il film che la colonna sonora ebbero un grande successo: tre singoli dell'album Car Wash Original Motion Picture Soundtrack (Car Wash, I Wanna Get Next To You e I'm Going Down) riescono ad entrare nella top ten delle classifiche R&B della Billboard. Nel 1977 Micheal Nash sostituisce Victor Nix alle tastiere e Melvin "Wah Wah" Watson entra come chitarrista aggiunto nel gruppo; nello stesso anno il secondo album della band, intitolato Rose Royce II - In Full Bloom", altro disco di grande successo dove sono presenti brani divenuti classici del Funk come It Makes You Feel Like Dancin, 'Do Your Dance, Wishing On A Star e Ooh Boy. Nel 1978 esce il terzo LP del gruppo, intitolato Rose Royce III - Strikes Again, album che grazie a canzoni come I'm In Love (And I Love The Feeling) e Love Don't Live Here Anymore (i cui singoli riescono ad entrare nella Top Five delle charts R&B della Billboard), oltre ad altri brani come Do It e First Come, First Serve, conferma il talento e il ruolo di leader dei Rose Royce sulla scena Funk di quel tempo. Nel 1979 esce l'album Rose Royce IV - Rainbow Connection, disco che a differenza degli altri album, non riesce a sfornare grandi hit come i tre precedenti, ma sicuramente si distinguerà per il brano "Is It Love You're After", oggi assolutamente rivalutato da estimatori e dj's, per la sua originalità ed un potente incipit disco-funk. È probabile che questo pezzo sia stato Influenzato negativamente dalla "Disco Demolition Night" avvenuta proprio nell'estate del '79 (12 luglio, mentre il quarto album dei Rose Royce usciva poco più di un mese dopo) per essere uscito nell'epoca del tramonto del fenomeno "Disco": Nella classifica ufficiale dei singoli Billboard, finì infatti soltanto al 105º posto, ma nel Regno Unito d'Inghilterra si posizionò al n.13 della classifica ufficiale di vendite. E proprio negli UK, nel 1988 questo brano sarà fortemente campionato per il fulmineo successo degli S'Express'  (intitolato per l'appunto: "Theme From S'Express,") che balzerà al primo posto delle classifiche inglesi, facendo riscoprire ai più giovani l'originale dei Rose Royce. Nello stesso periodo cominciano alcune frizioni all'interno della band, che portano dapprima il chitarrista Kenji Brown (rimpiazzato da Walter McKinney) e successivamente nell'aprile del 1980 la cantante Gwen Dickey ad abbandonare il gruppo: Dickey viene sostituita come frontman femminile dei Rose Royce da Richee (detta anche "Ricci") Benson. Nello stesso anno la band pubblica l'album Golden Touch. Nel 1981 esce l'album Jump Street, seguito nel 1982 dall' LP Stronger Than Ever, disco uscito per la Epic e primo disco pubblicato dalla band al di fuori della Whitfield Records e senza il management e la produzione di Norman Whitfield. Nel 1984 esce per la Montage l'album Music Magic, disco che grazie a brani come Magic Touch, Show Me, Work It, Safe And Warm, Donkey Stroke ed altri viene considerato un vero e proprio gioiello per gli amanti di certe sonorità elettroniche e Funk tipiche della prima metà degli anni ottanta. Nel 1986 esce l'LP Fresh Cut, disco pubblicato per la Omni Records e realizzato anch'esso, come era avvenuto anni prima nel periodo in cui Gwen Dickey abbandonò i Rose Royce, dopo alcuni dissidi che erano insorti nella band. Il disco, più tendente a musica commerciale rispetto ai precedenti, si rivela una mezza delusione per i fans storici del gruppo, abituati a sonorità diverse offerte dalla band. Poco dopo l'uscita dell'album, la cantante Ricci Benson lascia la band e poco dopo anche il bassista e membro originario dei Rose Royce Lequeint Duke Jobe è costretto ad abbandonare il gruppo per problemi personali (cadrà nella tossicodipendenza e finirà in prigione). Nel 1989, con Lisa Taylor come nuova cantante e Doug Grisby come sostituto di Duke Jobe al basso esce Perfect Lover, ultimo album da studio ufficiale della band, anch'esso pubblicato per la Omni Records e altro disco tendente a musica synth-pop di tendenza nella fine degli anni ottanta.

## Gli anni recenti
Nel 2010 l'ex cantante Gwen Dickey, a causa di un incidente domestico avvenuto in Barbados scivolando dalla scaletta mentre si accingeva a scendere in piscina, ha subito un danno irreversibile alla spina dorsale che d'allora in poi l'ha costretta alla paralisi degli arti inferiori. Nello stesso anno è uscito il documentario Unsung: Rose Royce in cui, oltre ad essere trattati argomenti riguardo alla carriera della band, vengono accennati anche i rapporti e le tensioni vissute tra i membri del gruppo all'interno della band, dissidi che portarono Gwen Dickey ad abbandonare i Rose Royce e alla separazione della band da Norman Whitfield, avvenuta a dire di alcuni membri anche a causa del mancato riconoscimento da parte di Whitfield dei copyright dei brani ai vari artisti della formazione e al mancato pagamento delle royalties.

## Discografia

### Album in studio
- 1976 - Car Wash
- 1977 - Rose Royce II: In Full Bloom
- 1978 - Rose Royce III: Strikes Again
- 1979 - Rose Royce IV: Rainbow Connection
- 1980 - Golden Touch
- 1981 - Jump Street
- 1982 - Stronger Than Ever
- 1984 - Music Magic
- 1986 - Fresh Cut
- 1989 - Perfect Lover

### Compilation
- The Best Of Rose Royce From Car Wash
- 2000 - Rose Royce - Greatest Hits

### Live
- 1993 - Greatest Hits - Live In Concert
- 1994 - Live
- 1995 - Rose Royce Live
- 2003 - Live In Hollywood 2003